# جورجه میهائیتسا
جورجه میهائیتسا (رومانیایی: George Mihăiță؛ ‏ تلفظ رومانیایی: [ˈd͡ʒe̯ord͡ʒe mihəˈit͡sə]؛ ‏ زادهٔ ۲۳ سپتامبر ۱۹۴۸) بازیگر اهل رومانی است.
از فیلم‌هایی که وی در آن نقش داشته‌است، می‌توان به حادثه، بازمانده، تلهٔ مزدوران، بازسازی، عروسی بی سروصدا و دوئل اشاره کرد.